# 宜蘭縣公共自行車租賃系統
宜蘭縣公共自行車租賃系統是宜蘭縣規劃的公共自行車租賃系統，2015年由宜蘭縣政府交通局提出規劃，2017年計畫因故擱置至今。

## 歷史
- 2008年6月，宜蘭縣政府工商旅遊處提出「宜蘭公共自行車租借站計畫」。[1]
- 2015年12月，吸取臺灣其他城市公共自行車的成功經驗，宜蘭縣政府交通局正式提出「宜蘭縣公共自行車租賃系統」的實體規劃。[2][3]
- 2016年5月，建置營運預算遭宜蘭縣議會大會暫時擱置。[4]
- 2017年5月24日，無樁式共享自行車oBike進駐宜蘭。[5]宜蘭縣政府原計畫在宜蘭市建置公共自行車租賃系統，但由於oBike進駐，暫緩發包，羅東鎮建置計畫則尚在評估。[6]
- 2022年1月5日，時代力量召開記者會[7]，呼籲縣政府盡速建置YouBike系統改善縣內交通及塞車問題。
- 2025年底前完成宜蘭市 30 站試辦可行性報告，並在明年（2026年）預算編列 2000 萬。[8]